# David Davis
David Michael Davis (ur. 23 grudnia 1948 w Yorku) – brytyjski polityk, członek Partii Konserwatywnej, poseł do Izby Gmin od 1987, członek Tajnej Rady od 1997. W latach 2016–2018 minister ds. wystąpienia Wielkiej Brytanii z Unii Europejskiej w gabinecie Theresy May.

## Życiorys
W roku 1987 wszedł do niższej izby parlamentu w wieku 38 lat z okręgu Boothferry. Po jego likwidacji w 1997, był wybierany z Haltemprice and Howden – zaś w 2024, z nowo utworzonego okręgu Goole and Pocklington. Od 2003 do 2008 roku był ministrem spraw wewnętrznych w opozycyjnym gabinecie cieni. W latach 2001 i 2005 kandydował na lidera Partii Konserwatywnej. Za drugim razem pokonał go David Cameron.
Znany jest jako autor wypowiedzi o erozji wolności obywatelskich we współczesnym świecie, jako zwolennik wojny z terroryzmem i zwalczający tezę o ociepleniu klimatu. Zwolennik radykalnego obniżenia podatków.
Podczas debaty w Izbie Gmin 7 lipca 2009, Davis oskarżył rząd Zjednoczonego Królestwa o rozprzestrzenianie terroryzmu, przez pozwolenie na to by Rangzieb Ahmed opuścił kraj, mimo iż wkrótce potem uzyskano dowody świadczące o jego terrorystycznej działalności.
13 lipca 2016 został powołany na stanowisko ministra ds. wystąpienia Wielkiej Brytanii z Unii Europejskiej w gabinecie Theresy May. 8 lipca 2018 zrezygnował ze stanowiska, oficjalną przyczyną rezygnacji była różnica wizji dotycząca sposobu wyjścia z UE między nim a premier Theresy May.